# Хаддад-Томпкинс, Джейни
Анна Джейн (Дже́йни) Хадда́д-То́мпкинс (англ. Anna Jane "Janie" Haddad-Tompkins; род. до 1980, Западная Виргиния, США) — американская актриса

.

## Биография и карьера
Джейни Хаддад-Томпкинс выросла на Острове Салливана, Южная Каролина, куда она переехала со своим братом Алексом и матерью после того, как её родители развелись в 1980 году. Хаддад-Томпкинс родом из большой ирландско-ливанской семьи.
Хаддад-Томпкинс сыграла много ролей в телевизионных сериалах, в том числе появилась в таких шоу как «Отчаянные домохозяйки», «Мыслить как преступник» или «Детектив Монк».
С 24 апреля 2010 года Хаддад-Томпкинс замужем за актёр Полом Ф. Томпкинсом.

## Избранная фильмография
| Год       |    | Русское название       | Оригинальное название | Роль |
| --------- | -- | ---------------------- | --------------------- | --- |
| 2005      | с  | Отчаянные домохозяйки  | Desperate Housewives  | женщина в магазине матрасов |
| 2006      | с  | Мыслить как преступник | Criminal Minds        | Свистящая проститутка |
| 2007      | с  | Детектив Монк          | Monk                  | Официантка |
| 2010—2016 | мс | Обычный мультик        | Regular Show          | Маргарет / Кассирша / Мама Утка / Ведущая прогноза погоды / Девушка № 1 / Девушка № 3 / Телефон / Девушка № 2 / Менеджера клуба № 3 / Свидетельница № 1 / GPS / Компьютер / Девушка / Мерси / Женщина / Джанет / Чирлидерша / Викки / Старая черепаха / Пэтси / Тренер по аэробике / Эллисон / Рейчел / Фотограф / Диктор колледжа |
| 2011      | с  | Закон Хэрри            | Harry's Law           | Делла |
| 2012      | с  | Счастливый конец       | Happy Endings         | Девушка в Скайпе |
| 2012      | с  | Американская семейка   | Modern Family         | Мама Джини |
| 2013      | мс | Дэн против             | Dan Vs.               | Руководитель круиза Карла |
| 2015      | с  | Бруклин 9-9            | Brooklyn Nine-Nine    | Сьюзан |
| 2015—2016 | с  | Обитель лжи            | House of Lies         | Секретарь / Ассистентка |
| 2016      | с  | Черноватый             | Black-ish             | Жена № 2 |
| 2016      | с  | Чокнутая бывшая        | Crazy Ex-Girlfriend   | Таня |
| 2017      | мс | Американский папаша!   | American Dad!         | Продавщица / Официантка |